# Nawsie Brzosteckie
Nawsie Brzosteckie est une localité polonaise de la gmina de Brzostek, située dans le powiat de Dębica en voïvodie des Basses-Carpates.